# جمعان (مودية)

تعديل مصدري - تعديل

جمعان هي إحدى قرى عزلة مودية بمديرية مودية التابعة لمحافظة أبين، بلغ تعداد سكانها 255 نسمة حسب تعداد اليمن لعام 2004.